# 乌姆巴尔帕达南达德
乌姆巴尔帕达南达德（Umbar Pada Nandade），是印度马哈拉施特拉邦塔納縣的一个城镇。总人口5689（2001年）。

## 人口
该地2001年总人口5689人，其中男性3012人，女性2677人；0—6岁人口734人，其中男383人，女351人；识字率73.48%，其中男性为79.22%，女性为67.02%。